# Sigrun Lang

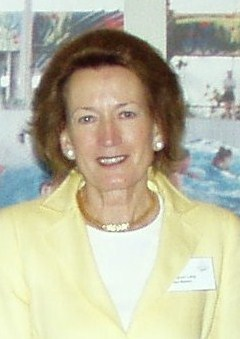
Sigrun Lang (2007)

Sigrun Lang (* 10. März 1939) ist eine deutsche Architektin und Kommunalpolitikerin.

## Leben
Lang studierte Architektur in Zürich und Stuttgart. Später wurde sie promoviert. Sie war in Lugano, Paris, Boston, Frankfurt am Main und Straßburg als Architektin und Stadtplanerin tätig. Sie wurde Direktorin der Bäder- und Kurverwaltung Baden-Baden.
Bei der Oberbürgermeisterwahl 1998 in Baden-Baden trat Lang als parteilose Kandidatin gegen Amtsinhaber Ulrich Wendt (CDU) an. Sie setzte sich im zweiten Wahlgang mit über 51 Prozent der Stimmen gegen Wendt durch. Bei der Oberbürgermeisterwahl 2006 trat Lang aus Altersgründen nicht erneut an. Ihr folgte Wolfgang Gerstner nach.
Lang war außerdem Präsidentin der Deutsch-Französischen Gesellschaft Baden-Baden und Präsidentin des Europäischen Heilbäderverbands. Sie besitzt neben der deutschen auch die französische Staatsbürgerschaft. Sie wurde mit dem Offizier des Nationalen Verdienstordens Frankreichs ausgezeichnet.